# Villa Méridienne
La villa Méridienne est une voie du 14e arrondissement de Paris, en France.

## Situation et accès
La villa Méridienne est une voie privée située dans le 14e arrondissement de Paris. Elle débute au 53, avenue René-Coty et se termine en impasse.

## Origine du nom
Elle tire son nom du fait que le méridien de Paris traverse le fond de l'impasse.

## Historique
La voie est créée dans le cadre de l'aménagement de la ZAC Alésia-Montsouris sous le nom provisoire de « voie AJ/14 » et prend sa dénomination actuelle par décret municipal du 3 décembre 2002.

## Bâtiments remarquables et lieux de mémoire
Deux médaillons en bronze scellés dans le sol matérialisent l'axe nord-sud du méridien de Paris. Ces médaillons font partie de l’œuvre imaginaire de l'artiste néerlandais, Jan Dibbets, conçue dans les années 1990.